# جين بينيت (مؤلفة)
جين بينيت (بالإنجليزية: Jenn Bennett)‏ (1950، فرانكفورت في ألمانيا)؛ كاتِبة مُتخصِّصة في أدب الأطفال وروائية أمريكية.